# T-34
T-34 je bil tank Sovjetske zveze, množično uporabljen v drugi svetovni vojni in še dolgo po njej. T-34 ali »Tridsatčetverka’ «, kot so mu tudi pravili Rusi, je z izdelanimi 84.000 primerki drugi najmnožičnejši tank vseh časov. Prehitel ga je le njegov naslednik T-54/55. Je eden redkih tankov, ki se je obdržal v operativni uporabi več kot pol stoletja. Če prištejemo še revolucionarno zasnovo, ki jo je uvedel, ter dodamo še strah oziroma zloglasnost, ki si jo je prislužil pri nasprotnikih, potem je razumljivo, zakaj velja po mnenju mnogih za najboljši tank vseh časov, predvsem v smislu ognjene moči, mobilnosti, zaščite in robustnosti.

## Zgodovina tanka

### Ozadje
Na začetku vojne je Sovjetska zveza imela največ tankov serije BT in tankov T-26. T-26 je bil lahki pehotni tank, ki je bil narejen, da drži korak s pehoto. Bili so ustvarjeni za boj proti pehoti. Serija lahkih hitrih tankov BT je bila narejena za boj proti drugim tankom. Oba tanka sta bila zelo slabo oborožena. Oklep ju je varoval le proti lahki pehotni oborožitvi, proti zelo pogostem protitankovskem topu 37 mm pa sta bila nemočna. Za oba tanka je bilo značilno, da sta bila tuje proizvodnje. T-26 je bil kopija tanka Vickers Mark E, serija BT pa je bila narejena po modelu tanka, ki ga je naredil inženir Walter Christie.
Neustreznost teh dveh tankov se je pokazala v španski državljanski vojni. Za najbolj ranljiv del se je izkazal oklep, ki se od prve svetovne vojne ni dosti spreminjal. Nemški 37 mm topovi so zlahka prebili oklep tanka T-26 in BT-5 v Španiji. Te slabosti so se pokazale tudi proti Japonski v bitki pri jezeru Khasan leta 1938 in v bitki za Khalkhin Gol leta 1939.

### Razvoj
Da bi nadomestili zastarele tanke, so leta 1937 delali na treh projektih. Izdeliye 115 je poskušal zamenjati srednji tank T-28. Naslednji projekt Izdeliye 111, poznan tudi kot T-46/5, je bil prvi prototip, na katerem so poskušali uvesti nove smernice za oklep. Kljub temu, da je bil prototip končan, ni šel v serijsko proizvodnjo. Najboljši prototip je bil Izdeliye 135, bolj poznan kot A-20, zamenjava za BT serijo. Oblikovali so ga v tovarni Kharkov Locomotive (KhPZ), ki sicer ni bila usmerjena v izdelavo posebej odpornih oklepov. A-20 so naredili po eksperimentalnem delu A. Firsova, ki je delal na izboljšanju tankov BT serije. Leta 1937 sta bila končana dva omembe vredna eksperimentalna tanka BT-IS in BT-SV/2, ki je bil zelo pomemben za razvoj prototipa A-20. Najpomembnejša novost je bil oklep, ki je bil ukrivljen in je tako povečal njegovo učinkovitost pri isti debelini. 
Leta 1937 so zaprli A. Firsova in njegove nadarjene kolege v tovarni v Harkovu. Projekt so prestavili v tovarno OKMO v Leningrad. Firsovo mesto pa je zasedel Mihail Iljič Koškin. Tank so natančno preučili in naredili nekaj sprememb. Projekt so preimenovali v A-32. Med temi so najpomembnejši odebeljen prednji oklep (iz 20 mm na 32 mm) ter izboljšan top in motor. Prednosti dizelskih motorjev so dokončno spoznali že v Španiji in na Daljnem vzhodu, kjer se je pokazala večja nevarnost požarov, zato so v tovarni KhZP razvijali dizelske motorje že od leta 1932 pod imenom BD. Motor je Trašutinova ekipa končala leta 1937, pod oznako V-2. Kasnejša aretacija vodstva je zaustavila dela. Serijska proizvodnja motorja se je začela konec leta 1938. Do konca leta jih je bilo narejenih le 50, ki pa so bili namenjeni za novo A-8 verzijo tanka BT-7.
4. maja 1938 sta bila oba projekta A-20 in A-32 predstavljena Stalinu in obrambnemu odboru. Projekt so odložili do glavnega vojaškega koncila leta 1938. Največ kritik je imel projekt A-32, za katerega so trdili, da ni spoštoval uprave za oklepne sile (GABTU), vendar Stalin ni upošteval priporočila koncila in je odobril oba projekta. Prototipa sta bila pripravljena do poletja leta 1939. Takrat so ju poslali Kubinku na ocenjevanje v GABTU. Oba prototipa sta se izkazala podobno. A-32 je bil bolj atraktiven, ker je imel tanjši oklep in večjo ognjeno moč. Na vojaškem koncilu leta 1939 so sprejeli prototip A-32 in opustili projekt A-20. Tokrat se je Stalin s koncilom strinjal, zato je Koškin moral le še poimenovati nov tank. Hotel ga je poimenovati po ministru za obrambo Voršilovu, vendar je bilo to ime že zasedeno. Tank je poimenoval T-34, ker so Sovjeti takrat napovedali množično povečanje sovjetskih oklepnih sil, ter zato, ker je takrat dobil ideje o novem tanku.
Dva prototipa T-34 sta bila končana januarja 1940. Tanka sta iz Harkova na vzhodu Ukrajine do Moskve šla na demonstracijsko vožnjo, nato pa tudi na Mannerheimovo linijo na oceno. Najverjetneje sta tanka prispela po sovjetsko-finski vojni. Tanka sta demonstrirala svojo ognjeno moč tako, da sta razrušila nekaj finskih utrdb. Prototipa sta se nato vrnila v Kharakov skozi Minsk in Kijev, ter pokazala izjemno zanesljivost.
Zaradi sporazuma je Sovjetska zveza dobila od Nemčije nekaj tankov Panzer III, ki je bil po prepričanju Wehrmachta najboljši nemški tank. Testiranje je vodil GABTU. Bili so zelo zaskrbljeni, kako se bodo njihovi tanki obnesli proti nemškim. Kljub temu se je Panzer III izkazal za slabšega od tanka T-34 v vseh pogledih. Veselje je bilo začasno, saj je septembra 1940 vodja projekta Mihail Koškin umrl za pljučnico. Njegovo mesto je prevzel Oleksander Oleksandrovič Morozov.
| Mesec           | 6. | 7. | 8. | 9. | 10. | 11. | 12. |
| --------------- | -- | -- | -- | -- | --- | --- | --- |
| Tovarna št. 183 | 10 | 20 | 30 | 80 | 115 | 120 | 125 |
| STZ             | -  | -  | -  | -  | 20  | 30  | 50  |

### Začetek proizvodnje
Serijska proizvodnja tanka T-34 Model 1939 se je začela junija 1940 v tovarni KhZP v Harkovu in oktobra istega leta v Stalingradu. Odobrili so proizvodnjo 500 tankov iz Harkova in 100 iz Leningrada. Še preden se je proizvodnja začela, je že prišlo do zapletov. Maršal Kulik je deloval proti tanku T-34 in naredil testiranje. Na testiranju so naredili poročilo in vztrajali, da se opravijo nekatere posodobitve. Zaradi tega so do 15. septembra 1940 izročili Rdeči armadi le tri tanke. Po posredovanju Vjačeslava Maljeriševa in GABTU so proizvodnjo končno začeli. Kljub trudu Maljiševa, je bilo do konca leta narejenih le 115 tankov namesto 600 predvidenih.
Za leto 1941 je bilo naročenih 2800 tankov T-34, od tega 1800 iz Harkova in 1000 iz Stalingrada. Kljub Maljeriševemu zagovarjanju tanka so obstajali utemeljeni razlogi, da bi se tank posodobil, zato so ga že maja 1941 začeli izboljševati. Cilj je bil mesečno izdelati 500 tankov, od skupno načrtovanih 2800 v letu 1941, v novi verziji. V slednji so odpravili vzmetenje Christie in ga nadomestili s torzijskim, odebelili so oklep (spredaj iz 45 mm na 60 mm, ob strani na 40 mm in na kupoli do 1600 mm) in dodali poveljnikovo kupolo. Novo verzijo so poimenovali T-34M.
Nekaj manjših modifikacijskih programov je že bilo v obstoju. Nitšenko je oblikoval novo kupolo. Ta kupola se je proizvajala v omejeni seriji na koncu leta 1941. Oblikovalci so bili najbolj nezadovoljni s topom L-11 76,2 mm. Za alternativo so uporabili top ZiS-4 57 mm in stari top 45 mm. Tank KV je uporabljal nov top Grabin F-32 76,2 mm, ki je bil boljši od topa L-11. Poleti 1940 je Vasilij Grabin začel prilagajati top F-32 tanku T-34. Do konca leta so naredili še bolj unčikovit top Grabin F-34, ki pa kljub vsemu ni bil odobren. Kljub temu so ga začeli proizvajati na lastno pest in to se je kasneje izkazalo za dobro potezo. Tanke s tem topom, ki so se pojavili februarja 1941, so imenovali T-34 Model 1941. Ti topovi so bili dokončno odobreni poleti leta 1941 in so tako postopoma izpodrinili topove L-11.

## Operativna uporaba
Do nemške invazije 22. junija 1941 so naredili 1.225 tankov. Le 967 jih je bilo dostavljenih v enote. Zaradi uspehov nemških tankovskih enot, so Sovjeti začeli z reorganizacijo oklepnih enot. Leta 1940 so uvedli devet korpusov. Aprila 1941 so se odločili narediti še 21 korpusov do konca leta 1942. Od tega sta imela 4. mehanizirani korpus in 6. mehanizirani korpus polovico vseh tankov T-34. 3., 8. in 15. mehanizirani korpusi so prejeli le nekaj več kot 100 tankov KV in T-34. Ko se je maja 1941 izkazalo, da ne bodo dostavili toliko tankov kot so si zastavili, je poveljnik oklepnih enot predlagal oborožitev 50 polkov s protitankovskimi topi. Ko se je začela Operacija Barbarossa, so imeli vsega skupaj 19.221 tankov. Od tega jih je bilo največ tankov T-26 in BT. Kljub temu, da so Nemci imeli veliko manj tankov, so bili bolj suvereni: stari sovjetski tanki so namreč veljali za zelo nezanesljive. Obsežen servis pa so morali narediti že po stotih urah, vključno z menjavo motorja, velike težave pa so imeli tudi s popravili in s primanjkljajem streliva. Sovjeti so bili tako obupani z iskanjem kadrov, da so na mesto poveljnika korpusa dali 19-letnega vojaka, ki je bil na nižjem mestu popoln polom. Tanki T-34 so bili takšna novost, da so nekateri tankisti dobili navodila le dan pred vojno. Večina poveljnikov je bilo srečnih, če so njihovi vozniki imeli tri do pet ur inštrukcij. Večina Nemcev ni vedelo za obstoj tanka T-34, čeprav so zanj nekatere obveščevalne agencije vedele. Nemci so se zanašali na taktiko in urjenje, tako kot v Franciji. Tam so bili francoski tanki številčnejši, vendar veliko slabši (Char B1 bis).

### Barbarossa
Nemci so prvi spopad s T-34 doživeli že prvi dan operacije. Tank je bil za njih veliko presenečenje, saj so se projektili topa 37 mm na razdalji 300 metrov odbijali od oklepa. Hothova oklepna enota je napredovala proti Minsku mimo 6. mehaniziranega korpusa, ki se je v boj vključil šele 24. junija. Ta korpus je bil največji v Belorusiji in je štel 238 tankov T-34 in 114 KV-jev. Že 25. junija so letala Ju-87 prestregla napad in omogočila, da so Nemci zavzeli Minsk brez večjega napora. Do konca junija je bila uničena največja oklepna enota sovjetske zveze, ki je vsebovala kar četrtino vseh tankov T-34.
Na severu blizu litovskega glavnega mesta Vilna, se je nahajal 3. mehanizirani korpus, ki je vseboval 109 tankov T-34 in KV-jev. Tam je 5. oklepna divizija poizkušala 22. junija zaustaviti 7. tankovsko divizijo. T-34 so bili veliko boljši od nemških tankov Panzer 38(t), vendar so 5. oklepno divizijo uničili nemški zračni napadi. Sovjeti načrtovan protinapad zaradi hitrega nemškega napredovanja niso izvedli. Preživela 2. tankovska divizija je 24. junija uspešno napadla 100. tankovskogrenadirski polk, vendar so napad prekinili zaradi pomanjkanja goriva in streliva. Boji so potekali še naslednja dva dneva in do 26. junija je preživelo le nekaj tankov T-34.
Prvi spopadi s tankom T-34 niso bili tank proti tanku. Nemci so tanke napadli s protitankovskimi topovi 37 mm. 42. lovska divizija je poročala 8. julija 1941, da se je pred njimi pojavil neznan tank. Takoj so odprli ogenj, vendar so tank uničili šele iz razdalje 100 m. V drugem poročilu poročajo, da je ducat topov neuspešno streljalo na tank. Ena protitankovska skupina je poročala, da je v tank izstrelila 23 projektilov brez večje škode. Sovjeti so bili zadovoljni s tanki, saj se je pehota vedno povlekla nazaj, ko so napadli s tanki T-34 in težkimi tanki KV. Slabost sovjetskih sil se je pokazala v slabi izurjenosti: nemška protitankovska enota s topom 37 mm je uspela zadeti 23 tankov, medtem ko ruski tankisti niso uspeli niti enkrat zadeti napadalca. Večina posadk T-34 je šla skozi pomanjkljivo urjenje. Slabo urjenje in pomanjkanje streliva je pripomoglo k temu, da so se raje zapeljali čez protitankovske topove. Nemci so zaradi tega začeli proti tankom uporabljati 88 mm protiletalske topove.
Največja koncentracija tankov T-34 je bila v Ukrajini. Tam so se nahajali 4. mehanizirani korpus, 8. mehanizirani korpus in 15. mehanizirani korpus. 4. mehanizirani korpus je bil največji in najbolj izurjen korpus. Vseboval je 414 tankov T-34 in KV. Ta korpus so Nemci zaobšli. 15. mehanizirani korpus je imel 131 tankov T-34 in KV. Generalmajor Ignat Karpezo je imel nehvaležno nalogo, saj se je boril v zelo težkih razmerah. Veliko tankov je bilo namreč izgubljenih v prečkanju rek in barij. Prvi spopad se je zgodil 22. junija 1941, ko je 30 tankov T-34 bočno napadlo 15. tankovski polk. Uničili so tri tanke Panzer IV in dva tanka Panzer III.
Rdeča armada je na vsak način hotela preprečiti napredovanje Nemcev do Kijeva. V bitki za Kijev so bili 8., preostanek 15., 4. in 22. mehanizirani korpus. 26. junija so napadli bok 16. in 11. tankovske divizije. Tanki T-34 so se pokazali kot težek nasprotnik slabšim nemškim tankom, kot je bil Panzer III. 4. tankovska divizija je poročala, da so streljali iz razdalje 20 do 50 metrov brez vidnega učinka. Kar je bilo usodno za tanke T-34 in KV je to, da so imeli premalo izvlečnih vozil in rezervnih delov. Pojavile so se tudi proizvodne napake, vsemu skupaj pa je dodala še neizurjena posadka. Proti koncu meseca je bilo uničenih 85 do 90 % sovjetskih tankov. 4. mehanizirani korpus je bil kljub 400 tanki razbit na dva dela. 32. tankovska divizija je bila edina z velim delom tankov T-34. Do sredine julija je bila tudi ta uničena. Ostal je samo še 1 T-34, 5 BT-7 in 10 oklepnih vozil BA-10.
Na čelu 32. tankovska divizije je bil polkovnik Jefim Puškin. Divizijo so formirali aprila 1941 na osnovi 30. lahke tankovske brigade. Brigada se je preoblikovala v bistveno večjo enoto divizijo. Že na samem začetku jim je primanjkovalo več kot polovico izkušenih poveljnikov. Divizija je bila sestavljena iz pretežno novih rekrutov. Prve tanke T-34 so dobili 25. aprila 1941, zadnjega pa 25. maja 1941. Imela je 173 tankov T-34 in 49 tankov KV in je bila najbolje opremljena divizija (načrt je bil, da je vsaka divizija sestavljena iz 210 tankov T-34 in 63 KV, vendar nobena divizija ni dosegla teh številk). Divizija je prejela le 30 % radijev, 28 % inženirske opreme, 22 % kolesnih vozil, 13 % orodja in samo 2 % potrebnih rezervnih delov. Večina voznikov je imela le 5 ur vožnje s tankom do začetka vojne. Divizija se je prvič spopadla 23. junija. Uničila je 18 nemških tankov, izgubila pa 11 svojih tankov. Naslednja dva tedna se je spopadla vsak dan. Ker je večkrat napadla pehoto, je imela manjše izgube kot druge divizije, ki so se spopadle s tankovskimi. Zato da so večkrat napadli pehoto, je bilo krivo slabo informiranje. Zaradi slabo izurjenih posadk T-34 je prišlo do pogostih okvar. V času kratkega zatišja med boji so poveljniki dajali napotke za osnovna znanja, kot so vožnja in streljanje z glavnim topom. Po enem mesecu so izgubili 37 od 49 KV-jev in 146 od 173 tankov T-34. Polovica izgub je bila zaradi mehanskih okvar in pomanjkanja rezervnih delov, 10 % jih je bilo odpeljanih na popravilo, 10 % jih je obstalo v močvirju in le 30 % jih je bilo uničenih v bojih. Uničili naj bi 113 tankov in 96 protitankovskih topov, vendar so te številke pretirane. Glede na to da je bila to daleč najbolj opremljena divizija, se je pokazala za veliko razočaranje.

### Odgovor Nemcev na tank T-34
Ko so Nemci spoznali premoč nad francoskimi tanki, je razvoj nemških tankov zastal. Ponoven razvoj so sprožili sovjetski tanki T-34, ki so se izkazali za močnejše, vendar je njihov potencial ostal neizkoriščen. Nemci so skrbno preučili zasežene tanke. Ker se kopiranje zasnove tanka Slovanov ni skladalo z nemško ideologijo, so čakali dve leti, da so razvili novi tank. Rezultat razvoja je bil Panter, ki je prišel v uporabo leta 1943. Do takrat pa so morali nadgrajevati stare srednje tanke.

### Proizvodnja med vojno
Rdeča armada je komaj zaustavila napredovanje nemških enot v jeseni 1941. Tovarne so ustavile razvoj in zamenjavo tanka T-34 s T-34M, ki bi upočasnil proizvodnjo, ter nadaljevale s proizvodnjo prvotnega modela T-34. Proizvodnjo iz zahoda so preselili v bližino uralskega gorovja in tako zmanjšali možnost okupacije le-teh. Proizvodnjo iz Ukrajine so preselili v mesto Nižni Tagil v Stalinovo tovarno tankov številka 183. Prvi tank je bil narejen 20. decembra 1941. Na proizvodnjo tankov T-34 pa so se pripravljali tudi v tovarni Krasnoye Sormovo številka 112. Prvi tank je bil nared že novembra. Prekinili so razvoj tanka T-50, ki bi bil zamenjava za tank T-26. Namesto razvoja tanka so v tovarni številka 174 v Omsku začeli proizvajati tanke T-34. V drugi polovici leta 1941 je bilo narejenih 1.886 tankov. Večina jih je bila narejena v Stalingradu. Ker so prestavili tovarne, so je v zadnji četrtini leta proizvodnja zmanjšala. Zmanjšala se je tudi proizvodnja motorjev V-2, zato so v nekatere tanke T-34 vgradili starejše motorje M-17. Tudi topove so nekateri dobili krajše F-32 in ne standardnih F-34. Po zimi so Sovjeti na vsak način hoteli povečati proizvodnjo. To so naredili tako, da so zmanjšali število delov nekaterih komponent. Top F-34 je imel 861 delov, v proizvodnji leta 1942 pa le še 614. Čas izdelave so prepolovili, ceno pa zmanjšali za približno 30 % (iz 269.500 rubljev na 193.000).
Velik problem tanka je bil pomanjkanje komponent. Veliko tankov ni imelo radia. Nekateri tanki so bili opremljeni z neprostorno kupolo. T-34 je bil nasplošno zelo zanesljiv tank, pritožbe so se nanašale v glavnem na menjalnik, voznikovo loputo, ki se je izkazala za šibko točko, bočni oklep in gosenice, ki so se slabo obnesle v blatu.
Po teh izkušnjah, so leta 1942 popravili tank. Stranski oklep so odebelili iz 40 mm na 45 mm. Preuredili so voznikovo loputo, gosenici pa razširili na 500 mm. Ta verzija se je imenovala T-34 Model 1942.

### Reorganizacija
Zaradi velikih izgub so Sovjeti začeli z reorganizacijo vojske, ki je potekala od junija 1941. Tankovske divizije so reorganizirali v tankovske brigade. Število tankov v brigadah se je konstantno manjšalo. Avgusta je bila brigada sestavljena iz 93 tankov, februarja 1942 pa le še 46. Vendar tudi tega števila niso dosegle vse brigade. Tiste, ki so dosegle tole število, pa so bile večinoma sestavljene iz lahkih tankov. Le 16 tankov T-34 je sestavljalo brigado. Prvega od novih korpusov so formirali marca 1942. Izraz korpus je zavajajoč, saj je bil korpus v Sovjetski zvezi enakovreden diviziji na Zahodu.
Kljub vsemu trudu so maja 1942 v bitki za Harkov izgubili 1.500 tankov. Poveljniki so še vedno tanke preveč razkropili po bojišču in jih pošiljali na pomoč pehoti. Za zavirajučega se je izkazal težki tank KV. Ker je bil počasen, so kmalu težki tanki ostali sami, zato so jih umaknili iz proizvodnje. V tankovskih enotah so ostali le še tanki T-34 in lahki tanki T-60. V tem času so bile spremembe nekoristne. V bitki pri Voronežu so izgubili kar 8.000 tankov, Nemci pa so prišli vse do Stalingrada. Da bi ublažili učinek na proizvodnjo tankov T-34 ob morebitnem padcu Stalingrada, so proizvodnjo delno preselili v Čeljabinsk. Do novembra 1942 je 6. armada zavzela skoraj ves Stalingrad, zato se je proizvodnja ustavila.

### Razvoj med vojno
Prvi dve leti vojne so bili razvojni projekti povsem ustavljeni, saj so te projekti upočasnili proizvodnjo. Razvoj se je nadaljeval šele takrat, ko so Sovjeti uspešno odbili napad pozimi leta 1942. Začeli so proizvajati nov tank T-34 Model 1943, ki je imel novo šestkotno kupolo, debelejši oklep in večji prostor za projektile. 
Razvoj je šel tudi dlje. Uprava za oklepne sile (GABTU) je junija 1943 poslala tehnične zahteve biroju GKB T-34 in SKB-2 za razvoj novega univerzalnega tanka. Namen je bil združiti mobilni sposobnosti srednjih tankov, z dobro zaščito, ki je odlikovala težke tanke. GKB T-34 je razvil prototip T-43, SKB-2 pa KV-13. T-43 je bil v mnogih pogledih prebujen projekt T-34M. Imel je debelejši oklep, ki je bil spredaj debel 90 mm in na boku 75 mm. Tri četrtine notranjosti so bile identične notranjosti tanka T-34 Model 1943. Zunanjost je bila zelo spremenjena, še posebej kupola. Ker je bila glavna prioriteta Rdeče armade proizvodnja tanka T-34, je ta prototip prišel šele marca 1943. Že na prvih testih se je pokazalo, da je debelejši oklep močno zmanjšal mobilnost tanka v primerjavi s T-34.
Kasneje so spoznali, da je glavna slabost T-34 njegov top in ne oklep. Začeli so proizvajati tank T-34/85 z novim topom 85 mm, projekt T-43 pa so ustavili.

### Razvoj verzije T-34/85
Nemška tanka Panter in Tiger sta bila leta 1943 večja in težja, imela sta večjo zaščito in ognjeno moč od tanka T-34 Model 1943, ki je prevladoval v Rdeči armadi. Da bi vzpostavili ravnotežje na bojišču, so začeli razvijati nov top, čeprav to ni bila prioriteta. Januarja 1943 je uprava za artilerijo (GAU) pooblastila nekaj birojev za razvoj novega topa. Biro, ki ga je vodil Fjodor Petrovič v artilerijskem obratu številka 9 v Sverdlovsku, je junija 1943 naredil prototip topa D-5 85 mm. G. Sergejev je med tem časom, v artilerijskem obratu številka 92 v Gorki, naredil prototip topa S-53 85 mm. Julija 1943 so testirali oba topa in ugotovili, da je top D-5 boljši. Kljub temu ga niso vgradili v tanke T-34, ker je bil prevelik. Uporabili so ga na posebni verziji tanka T-34 SU-85 in na novih težkih tankih IS. Kljub temu, da Grabinov model ni zmagal, je prepričal upravo, da se lahko njegov model vgradi v standarden tank T-34. Kasneje se je izkazalo, da je top prevelik za kupolo tanka T-34.
Na začetku bitke pri Kursku je je nadgradnja topa na tankih T-34 dobila večjo prioriteto. Zaradi političnih vezi je bil izbran Grabin. Morozov je predlagal, da se proizvodnja prestavi v Krasnoje Sormovo, tovarno številka 112, ki je stala zelo blizu Grabinovega biroja. Rezultat tega je bil Obiekt 135. Kupola je bila iz tanka T-43. Top je bil eksperimentalno že vgrajen v tank T-43. Takrat so spremenili kupolo, da bi bila kompatibilna s topom. Stalin je določil skrajni rok, do začetka proizvodnje nove verzije. Dva prototipa T-34 (Obiekt 135) sta bila nared do novembra 1934.
Proizvodnja naj bi se začela februarja 1944, vendar so imeli še decembra velike težave s topom. Kljub temu da je S-53 že bil izbran, so uporabili top D-5S, da bi bil T-34-85 Model 1943 nared do februarja. To je bila le začasna rešitev. GAU je marca 1944 testiral tope D-5, S-50, S-53 in LB-85 in ugotovil, da noben ni primeren. Novi vodja tovarne številka 92 A. Savin je začel preoblikovati tank S-53 tako, da je nekatere rešitve prevzel od ostalih topov 85 mm. Nov top se je imenoval ZiS-S-53. S proizvodnjo tankov T-34 s topom ZiS-S-53, so začeli marca 1944.
Ko so bili novi topi na voljo, so hkrati posodobili in prilagodili tudi kupolo. Posodobitev je vodil M.A. Nabutovskiy. T-34-85 so med vojno proizvajali v treh tovarnah. V tovarni Uralvagonzavod številka 183 v Nižnjem Tagilu, Krasnoye Sormovo tovarni številka 112 v Gorkiju in tovarna tankov Omsk (tovarna številka 172). Sovjeti so nehali proizvajati lahke tanke leta 1943, proizvodnja težkih tankov pa je bila nična proti tanku T-34. V letu 1942 je T-34 predstavljal 51 % vse proizvodnje tankov v Sovjetski zvezi. Leta 1934/44 je ta odstotek narastel na 79. Standardizacija je pripomogla, da je proizvodnja tankov v Sovjetski zvezi krepko prehitela proizvodnjo tankov v Nemčiji.

### Bojna uporaba verzije T-34/85
Prvi tanki so prišli v uporabo marca 1944. Cilj Rdeče armade je bil zamenjati vse starejše T-34 z novimi T-34/85. Prvič so se spopadli z njimi v zahodni Ukrajini. Nemci so jih imenovali "T-43s", verjetno zaradi nesporazuma obveščevalcev, ki so izvedeli, da Sovjeti razvijajo univerzalen tank T-43.
Marca 1944 sta Georgij Žukov s 1. ukrajinsko fronto in Ivan Konev z 2. drugo ukrajinsko fronto skoraj zajela 1. tankovsko armado na ukrajinsko-romunski meji. Nemški feldmaršal Erich von Manstein je takrat aktiviral SS tankovske enote, da se je lahko 1. tankovska armada rešila. Sovjetske enote so bile zelo oslabljene zaradi bojev. 4. tankovska armada je imela le še 60 tankov (običajno je armada sestavljena iz 800 tankov). General 1. tankovske armade Mihail Katukov je rekel, da so bili med boji tudi lepi trenutki. Eden iz med teh je bil tudi prihod novega tanka T-34/85. Rekel je da jih je novi tank naredil bolj samozavestne in jih je psihološko okrepil.

### T-34 proti Panterju
T-34 ni bil boljši od Panterja. Po ognjeni moči in zaščiti sta si bila zelo podobna. Panter je na začetku imel prednost, ker je imel boljše strelivo, vendar se je ta kasneje izničila (BR-365 je nadomestilo strelivo BR-365P). Razliko so naredile posadke. Nemški tankisti so bili v povprečju bistveno starejši. Starost poročnika je bila od 26 do 30 let, starost stotnika pa od 27 do 31 let. Nemški tankisti so bili dobro izurjeni prostovoljci, medtem ko so bili Sovjeti naborniki. Poročniki so bili stari od 19 do 21 let, medtem ko so bili stotniki stari od 22 do 27 let. Nadrejeni so bili člani komunističnega združenja Komsomol. Poleg slabe izobrazbe in izurjenosti so sovjetske tankiste pestili še slaba logistika in preskrba s hrano. Alkohola je bilo dovolj in nadrejeni so pogosto dopuščali njihovo uporabo za pogum.
Največja prednost T-34 je bila njihova številčnost. Maja 1944 so bili na Vzhodni fronti le 304 Pantherji. Proizvodnja tankov T-34/85 je dosegla 1200 tankov na mesec.

### Konec vojne
Do bitke pri Kursku so tanki T-34 izgubili vso prednost pred nemškimi tanki. Pojavila sta se nova tanka Panter in Tiger. Nemški tank Panzer IV je bil v vseh pogledih ekvivalenten tanku T-34. Vendar so na sovjetski strani začeli korenito spreminjati taktiko. Niso se zanašali na boje tank na tank, ampak so se začeli zavedati, da bitke odločajo formacije večjega števila tankov. Rdeča armada je imela srečo, saj so novi tanki imeli začetne težave. Najboljši tanki Panter in Tiger so bili v manjšini. Sovjeti so med to bitko izgubili 9.000 tankov, med tem ko so jih Nemci 2.200. Kljub temu so Sovjeti svoje tanke večkrat popravili in so te vrnili nazaj v boje.

### Korejska vojna
Nikjer drugje ni imel T-34 tako ključne vloge kot v korejski vojni. V tej regiji so bili junija 1950 tanki zelo malo zastopani. Severna Koreja je imela najmočnejše tankovske enote, takoj za Sovjetsko zvezo. ZDA so imele le nekaj čet lahkih tankov M24 Chaffee na Japonskem, Kitajska pa je imela le nekaj ducat zajetih japonskih in ameriških tankov.
Severna Koreja je prejela prve tanke T-34-85 oktobra 1949. Pred invazijo leta 1950 so jih imeli 258. Od tega jih je imela polovico 105. oklepna brigada. Zaradi razgibanega reliefa se 105. oklepna brigada ni borila kot posamezna enota, pač pa je bila v podporo drugim pehotnim enotam. 109. tankovski polk je bil pridružen tretji pehotni diviziji, ki je vodila napad 25. junija 1950 in premagala 17. pehotni polk Južne Koreje. 203. tankovski polk (Severna Koreja) je podpiral 1. pehotno divizijo, ki se je premikala od mesta Kaesong vzdolž avtoceste proti Seulu. Pri mestu Kaesong so premagali 12. polk 1. pehotne divizije, ter 13. polk pri mestu Korangpo. 107. tankovski polk, ki je podpiral 4. pehotno divizijo, je nanizal nekaj zmag proti 7. pehotni diviziji Južne Koreje vzdolž ceste Inčeon-Seul. Vojaki Južne Koreje niso nikoli trenirali napada proti tankom. K nemoči je pripomogla tudi slaba opremljenost. Proti tankom so imeli le neučinkovit top 57 mm in bazooke. To je vodilo k vse splošni paniki ob pojavi tankov na bojišču.
Prvi boj tank proti tanku se je zgodil 10. julija 1950, ko je tank M24 napadel tank T-34-85. Top 75 mm na tanku M24 ni mogel prebiti oklepa T-34. Od 14 tankov M24 sta ostala le dva. Kasneje so Američani izgubili upanje v tankovsko podporo in so raje uporabili protitankovsko orožje. Stanje se je spremenilo, ko so Američani avgusta pripeljali nove težke tanke M26 Pershing s topom 90 mm, ki se je izkazal za superiornega. Največ tankovskih bojev se je zgodilo med avgustom in oktobrom. Ameriški tanki so v tem času uničili 97 tankov T-34-85, izgubili pa so le 34 svojih tankov. Tank T-34-85 se je izkazal za zaostalega proti tankom M26 in M46.

### T-34 na bližnjem vzhodu in Aziji
Korejska vojna je bila zadnja vojna, v kateri je T-34 igral pomembno vlogo. Na začetku petdesetih let 20. stoletja je prišel tank T-54, ki je izpodrinil zastarele tanke T-34 v Sovjetski zvezi. Kljub zastarelosti so se še naprej številno uporabljali v državah tretjega sveta. Egipt je prve tanke T-34 dobil leta 1956, vendar so tanki prišli prepozno, da bi vplivali na boje proti Britancem in Francozom. Sirija je dobila tanke med šestdnevno vojno leta 1967. Takrat so se tanki T-34 še vedno zelo uporabljali v enotah Egipta in Sirije, čeprav so bile prve vrste okrepljene z novimi tanki T-54A. Tanki T-34 so bili prisotni tudi v jemenski državljanski vojni po intervenciji Egipta. Vojna je trajala od leta 1962 do 1967. Leta 1973 v Jomkipurski vojni Egipčani v prvih vrstah niso več imeli v uporabi tankov T-34. Sirci so jih uporabljali za statično obrambo. Irak je kupil tanke T-34 leta 1959 skupaj s tanki T-54A. Ko je leta 1980 izbruhnila vojna z Iranom, T-34 niso več bili v prvih bojnih vrstah. Kasneje so jih morali vrniti v uporabo. Večina jih je bila modernizirana v T-34-85 Model 1969.
T-34 so uporabljali tudi v Vietnamski vojni. Uporabljal jih je Severni Vietnam, vendar zaradi zastarelosti niso bili udeleženi v mnogih bojih. Znano je, da se je leta 1972 vsaj en polk boril na Demilitariziranem območju, verjetno pa je bil polk uničen med bombardiranjem bombnika B-52. Vietnam je uporabljal tanke tudi leta 1979 med mejnim sporom s Kitajsko.
V osemdesetih so jih zelo veliko uporabljali v državljanski vojni v Afganistanu.

### Uporaba T-34 v Afriki in v drugih regijah
V sedemdesetih letih je Sovjetska zveza donirala tanke tistim državam s podobnim režimom. V osemdesetih in devetdesetih so uporabljali nekaj tankov T-34-85 tudi gverilci FRELIMO. Tanki so se še uporabljali med turško intervencjo na Cipru leta 1974. Kubanci so jih aprila leta 1961 uporabili proti Američanom v invaziji na Prašičji zaliv.
| Evropa in Ameriki | Srednji vzhod in Azija | Afrika               |
| ----------------- | ---------------------- | -------------------- |
| Albanija          | Afganistan             | Angola               |
| Avstrija          | Indonezija             | Alžirija             |
| Bolgarija         | Irak                   | Egipt                |
| Ciper             | Južni Jemen (PDRY)     | Ekvatorialna Gvineja |
| Češkoslovaška     | Kitajska               | Etiopija             |
| Finska            | Laos                   | Gvineja              |
| Jugoslavija       | Libanon                | Gvineja Bissau       |
| Kuba              | Mongolija              | Libija               |
| Madžarska         | Nikaragva              | Zahodni Kongo        |
| NDR               | Palestina              | Mali                 |
| Poljska           | Severna Koreja         | Mozambik             |
| Romunija          | Severni Jemen (YAR)    | Somalija             |
| Sovjetska zveza   | Sirija                 | Sudan                |
|                   | Vietnam                | Togo                 |
|                   |                        | Zimbabve             |
|                   |                        |                      |

## Verzije
- T-34
  - Model 1940 (T-34/76A): Tank je bil narejen leta 1940 oborožen s topom L-11 76.2 mm.
  - Model 1941 (T-34/76B): Verzija je bila opremljena z novim topom F-34 (nekateri so bili opremljeni s starim topom F-32) in imela je debelejši oklep.
  - Model 1941 (T-34/76C): Odebeljen oklep na modelu, ki je bil narejen leta 1942.
  - Model 1942 (T-34/76D, E in F): Proizvodnja je trajala od maja 1942 pa do 1944. To je bil prvi T-34, ki je imel šestkotno kupolo. Prvi tanki te verzije so nekje imenovali tudi Model 1942/43 (T-34/76D). Kasneje je prišla v uporabo nova poveljniška kupola (t-34/76 E). Tanki te verzije, proizvedeni v Jekaterinburg in Čebljansku, so imeli značilne kupole (T-34/76 F).
- T-34/57: Malo številna verzija, opremljena s topom ZiS-4 L/73 57 milimetrov, ki je imel večjo prodornost kot top kalibra 76.2 milimetra. Med letom 1941 in 1943 se je uporabljal kot lovec na tanke.
- T-34M (A-43): Prototipna verzija. Razvoj te verzije je bil prekinjen s sovjetskim vstopom v vojno z Nemčijo.
- T-34/85
  - Model 1943 : Verzija, ki so jo proizvajali med februarjem in marcem leta 1944. Bila je opremljena z novim topom D-5T kalibra 85 milimetrov.
  - Model 1944 : Imela je enostavnejši top ZiS-S-53 85 milimetrov. Proizvajala se je od marca 1944 pa do konca leta 1944.
  - Model 1945 : Verzija, ki je bila proizvajana v letu 1944 in 1945.
  - Model 1960 : Modernizirana verzija, ki vsebuje nov motor V-2-3411 in nov radio 10-RT.
  - Model 1969  (tudi T-34/85M): Verzija z novim radijem R-123 in z opremo za nočno vožnjo.

### Plamenomet OT-34
Plamenomet OT-34 je bil ognjemet, ki je temeljil na tanku T-34. OT-34 je imel vgrajen sistem ATO-41, ki so bili kompatibilni tudi s tanki KV. Ta sistem je bil vgrajen v T-34 Model 1942. Kasneje so izboljšane sisteme ATO-42 vgradili v novejše T-34 Model 1943, ki so imeli prostor za 200 litrov vnetljive snovi, namesto 100 litrov. Plamenometi so imeli svoje bataljone, ki so bili po navadi sestavljeni iz dveh čet metalca ognja KV-8 po deset tankov in ena četa enajstih OT-34.

### PT-34 minočistilec
Prvič sta bila uporabljena vsaj dva eksperimentalna minočistilca avgusta 1942. Prvi problemi s sistemom so prestavili njihovo proizvodnjo. Tanke so začeli uvajati v enote aprila in maja 1943. Prve minočistilce so dobile inženirske enote na frontah na severnem Kavkazu. V polnem obsegu so jih uporabili v operaciji Bagration leta 1944, kjer so Sovjeti strli armadno skupino center.

### Samovozni top SU-122
Samovozni topovi so bili zelo velikodušni v nemških deželah. Sovjeti so se odločili da želijo enako. Ti sistemi so bili cenejši od navadnih tankov, saj niso imeli kupol. Prvič so top M-30 122 milimetrov namestili na zajeti tank Panzer III, ki pa je bil leta 1942 označen za neuspešnega. Kasneje so vgradili top v šasijo tanka T-34. Samovozni top se je imenoval SU-35. Kasneje se je preimenoval v SU-122. Decembra 1942 so formirali prve polke samovoznih topov. Polki so vsebovali štiri baterije s tanki SU-76 (po 17 samovoznih topov) in dve bateriji SU-122 (po 8 samovoznih topov). Do leta 1944 je bilo narejenih 1.100 samovoznih topov.

### Lovec na tanke SU-85
Januarja 1943 so Sovjeti zajeli prvi tank Tiger I. Ugotovili so, da ima tako debel oklep, da mu topa F-34 in ZiS-5 nista kos. Zato so začeli delati nove topove kalibra 85 milimetrov. Te so vgradili isto kot tope vgrajene v samovoznih topovih SU-122. Kasneje so nastali tudi polki narejeni po zgledu polkov sestavljenih iz SU-122. V enem polku so bile štiri baterije samovoznih tankov SU-85 (vseh skupaj jih je bilo 16) in poveljniška verzija tanka T-34. Topovi SU-85 so od daleč zagotavljali zaščito pred tanki tako za tankovske enote, kot tudi za pehoto. Samovozni topovi niso bili primerni za bližnji boj. Do septembra 1944 jih je bilo narejenih 2.050.

### Lovec na tanke SU-100
Poleti leta 1943 so odločili, da tanke T-34 nadgradijo z novim topom 85 milimetrov, zato je potekala tudi nadgradnja lovcev na tanke SU-85. Nadgradili so ga s topom D-10 kalibra 100 milimetrov. Sprva so preizkušali še top D-25 kalibra 122 milimetrov, vendar slednji ni bil primeren za T-34 šasijo, zato so izbrali top D-10. SU-100 so sprva zamenjali SU-85, kasneje pa so ustvarili nove gardno mehanizirano artilerijske brigade. Naloga teh enot je bila zaščita pred novimi nemškimi tanki, kot je Kraljevski Tiger. V vsaki brigadi je bilo 65 lovcev na tanke SU-100.

### T-34 izvlečno vozilo
Leta 1944 je bila potreba po izvlečnih vozilih zelo velika. Tanki brez kupole so bili uporabljeni za izvlečna vozila. Ko so po vojni tanke T-34/76 zamenjali s tanki T-34/85, je bilo veliko tankov odpisanih. Sprva so te prilagodili tej funkciji. Kasneje so te tanke načrtno proizvajali. Večji projekt so začeli leta 1958, ko so začeli izdelovati izvlečne tanke T-34-T.